# 内藤政敏
内藤 政敏（ないとう まさとし）は、江戸時代後期の大名。陸奥国湯長谷藩12代藩主。官位は従五位下・因幡守。

## 略歴
天保14年（1843年）、内藤政又（三河国挙母藩主・内藤政成の子）の長男として誕生。安政6年（1859年）、11代藩主・内藤政恒が死去したため、同年12月28日にその養子として跡を継いだ。文久2年（1862年）9月28日、従五位下因幡守に叙任する。
文久3年（1863年）6月27日に死去した。享年21。政恒の実子・政養が跡を継いだ。

## 系譜
父母
- 内藤政又（実父）
- 内藤政恒（養父）

養子
- 内藤政養 ー 内藤政恒の三男